# Sulcicnephia filidistans
Sulcicnephia filidistans är en tvåvingeart som först beskrevs av Rubtsov 1947.  Sulcicnephia filidistans ingår i släktet Sulcicnephia och familjen knott. Inga underarter finns listade i Catalogue of Life.